# Halosphaeria appendiculata
Halosphaeria appendiculata är en svampart som beskrevs av Linder 1944. Halosphaeria appendiculata ingår i släktet Halosphaeria och familjen Halosphaeriaceae.  Arten är reproducerande i Sverige. Inga underarter finns listade i Catalogue of Life.